# یکی باید کوتاه بیاید
چیزی برای بخشیدن (به انگلیسی: Something's Gotta Give) فیلم کمدی-درامی به کارگردانی نانسی مایرز است که در سال ۲۰۰۳ ساخته شد.

## خلاصه
«هری سنبورن» (نیکلسن) خیال دارد دو روز تعطیل آخر هفته را با «مارین» (پیت) در ویلای کنار دریای مادر او بگذراند ولی از بخت بد قلبش در آن جا درد می گیرد. «اریکا بری» (کیتن)، مادر «مارین» با اکراه می پذیرد چند روزی از او مواظبت کند. اما خیلی زود «هری» در می یابد که به «اریکا» علاقه پیدا کرده است.

## بازیگران
- جک نیکلسون
- دایان کیتن
- کیانو ریوز
- فرانسیس مک‌دورمند
- آماندا پیت
- جان فاورو
- کی‌دی استریکلند
- ریچل تیکوتین
- جنیفر سی‌بل نیوسام

## جوایز
این فیلم موفق شد در رشتهٔ بهترین بازیگر نقش اول زن برای بازیِ دایان کیتن، نامزد جایزه اسکار شود.